# Иларион Капрал
Иларион (световно Игор Алексејевич Капрал; Спирит Ривер, 6. јануар 1948 — Њујорк, 16. мај 2022) био је митрополит источноамерички и њујоршки и шести првојерарх Руске православне заграничне цркве.

## Биографија
Рођен је 6. јануара 1948. године у Спирит Риверу, у Канади, од руских родитеља. Године 1967. почео је да cтудира богословију у руском манастиру Свете Тројице у Џорданвилу (недалеко од Њујорка), где се замонашио 1974. године.
За свештеника је рукоположен 1976. године, за епископа је изабран 1984. године, а 1996. године је постао архиепископ аустралијски и новозеландски.
Године 2008, након смрти митрополита Лавра, изабран је за новог митрополита и поглавара Руске православне заграничне цркве, и устоличен је у Њујоркy 18. мајa исте године.